# Stagetillus semiostrinus
Stagetillus semiostrinus är en spindelart som först beskrevs av Simon 1901.  Stagetillus semiostrinus ingår i släktet Stagetillus och familjen hoppspindlar. Inga underarter finns listade i Catalogue of Life.